# Pałac Tadeusza Stryjeńskiego w Krakowie
Willa Pod Stańczykiem (Collegium Sanockie, ale także dom „Pod Stańczykiem” – zabytkowa willa znajdująca się w Krakowie, w dzielnicy I Stare Miasto przy ul. Stefana Batorego 12, na Piasku. Zaprojektowana przez Tadeusza Stryjeńskiego w 1882 jako jego dom własny.
Nazwę "Pod Stańczykiem" budynkowi nadał sam architekt, gdyż należał do politycznego ugrupowania Stańczyków. Pałacyk składa się z budynku głównego oraz dwóch skrzydeł: lewego i prawego. Budynek lewy zdobi wydatny wykusz na piętrze z rzeźbą przedstawiającą Stańczyka i datą 1886. Budynek wyróżnia się m.in. pięknymi witrażami Stanisława Wyspiańskiego. W ogrodzie-parku znajduje się pawilon-pracownia Tadeusza Stryjeńskiego z witrażami projektu Jana Bukowskiego. Dodatkowy pawilon wraz z ośmioboczną basztą zbudowany został w 1884, a w 1892 krytą galerią połączono go z budynkiem głównym.
Obecnie ma tu siedzibę Instytut Pedagogiki UJ. W latach 1980–1987 przeprowadzono remont willi z pomocą miasta Sanoka i sanockich Zakładów Przemysłu Gumowego "Stomil" i stąd senat UJ podjął uchwałę o nazwie tego budynku – Collegium Sanockie. Budynek oddano do użytku 30 września 1987.
W drodze wdzięczności społeczeństwu Sanoka za wsparcie odbudowy budynku, Instytut Historii Uniwersytetu Jagiellońskiego zainicjował stworzenie monografii historycznej miasta Sanoka, wydanej w 1995 pt. Sanok. Dzieje miasta.

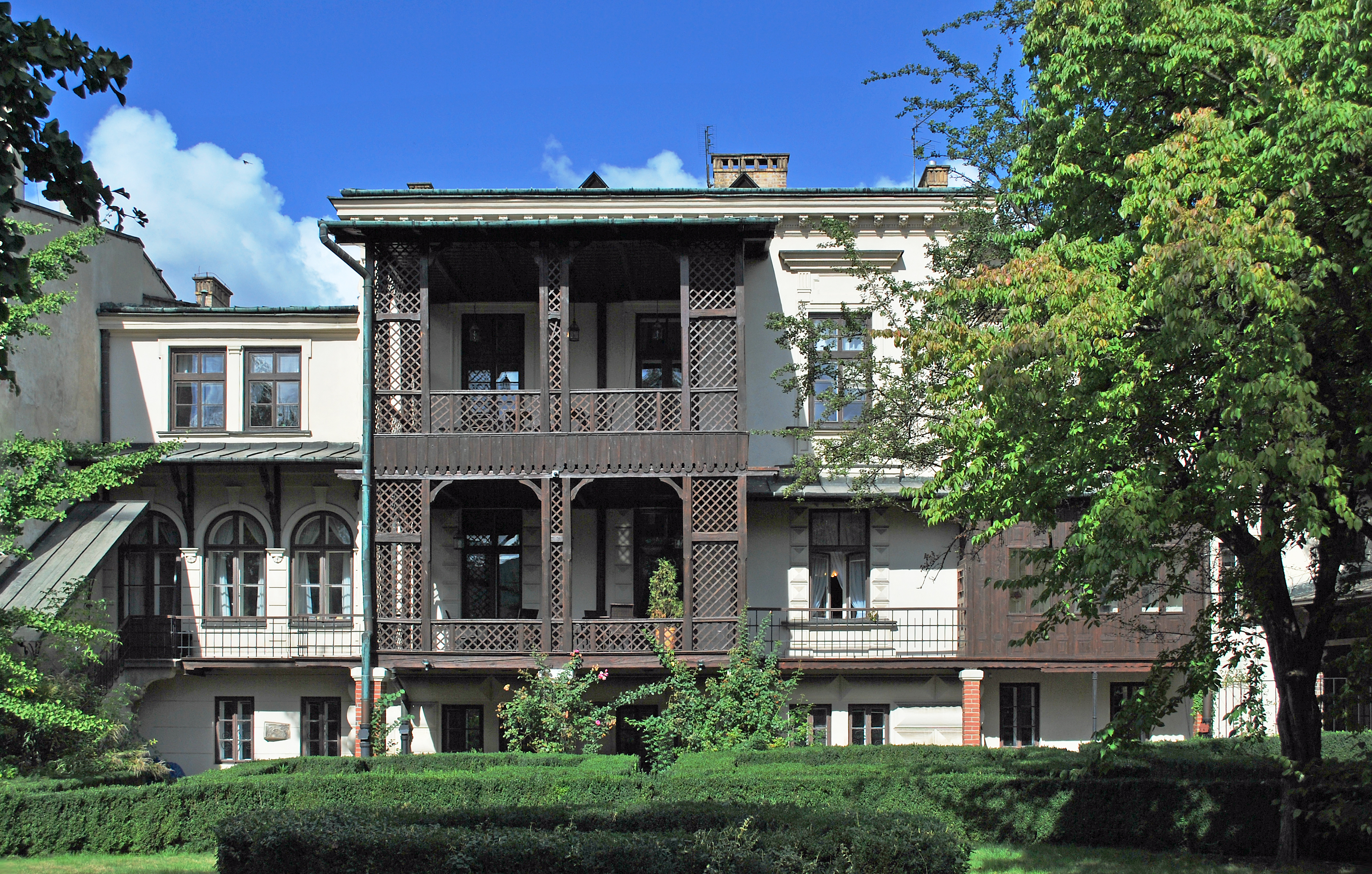
Willa widziana od strony ogrodu.
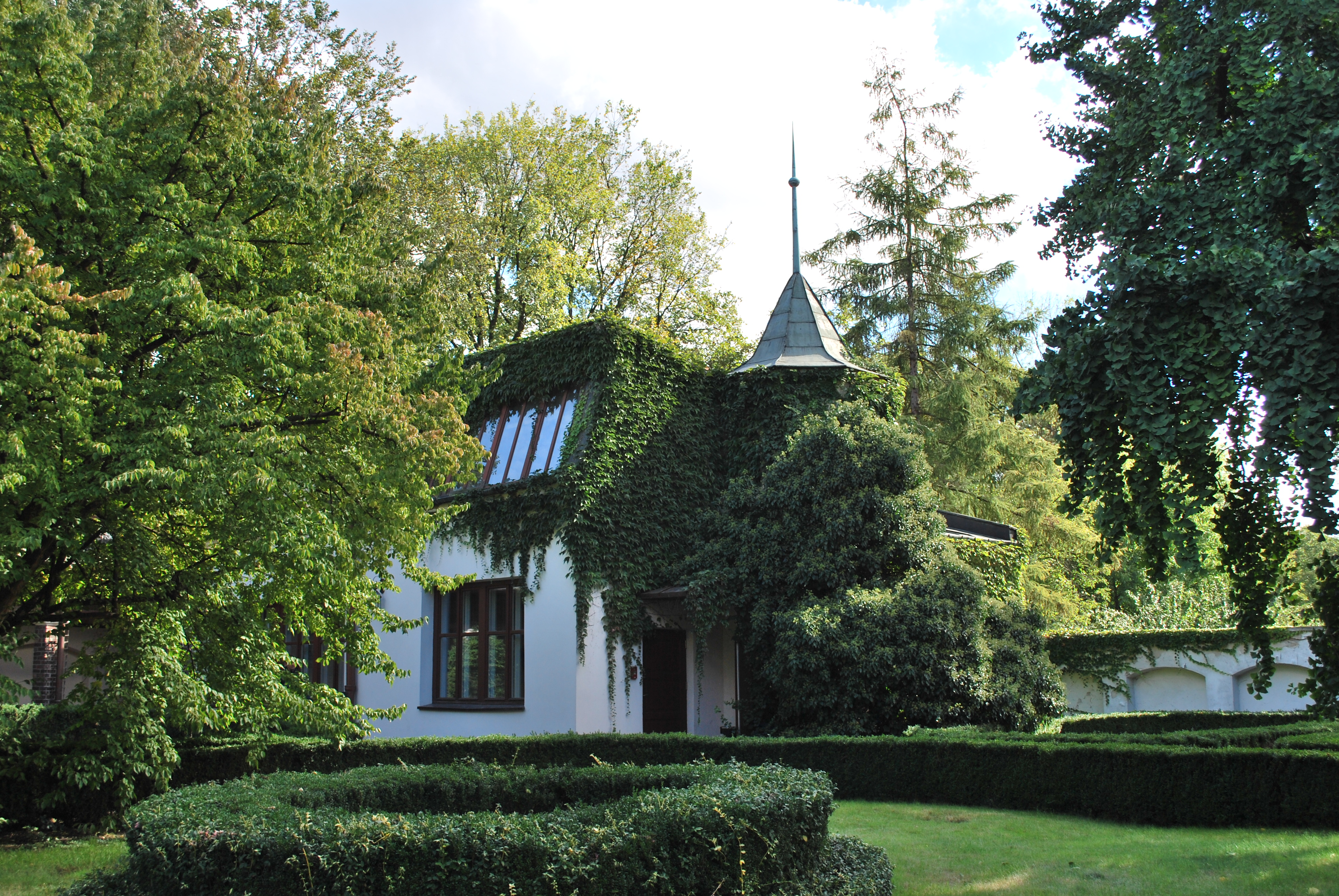
Pracownia w ogrodzie.
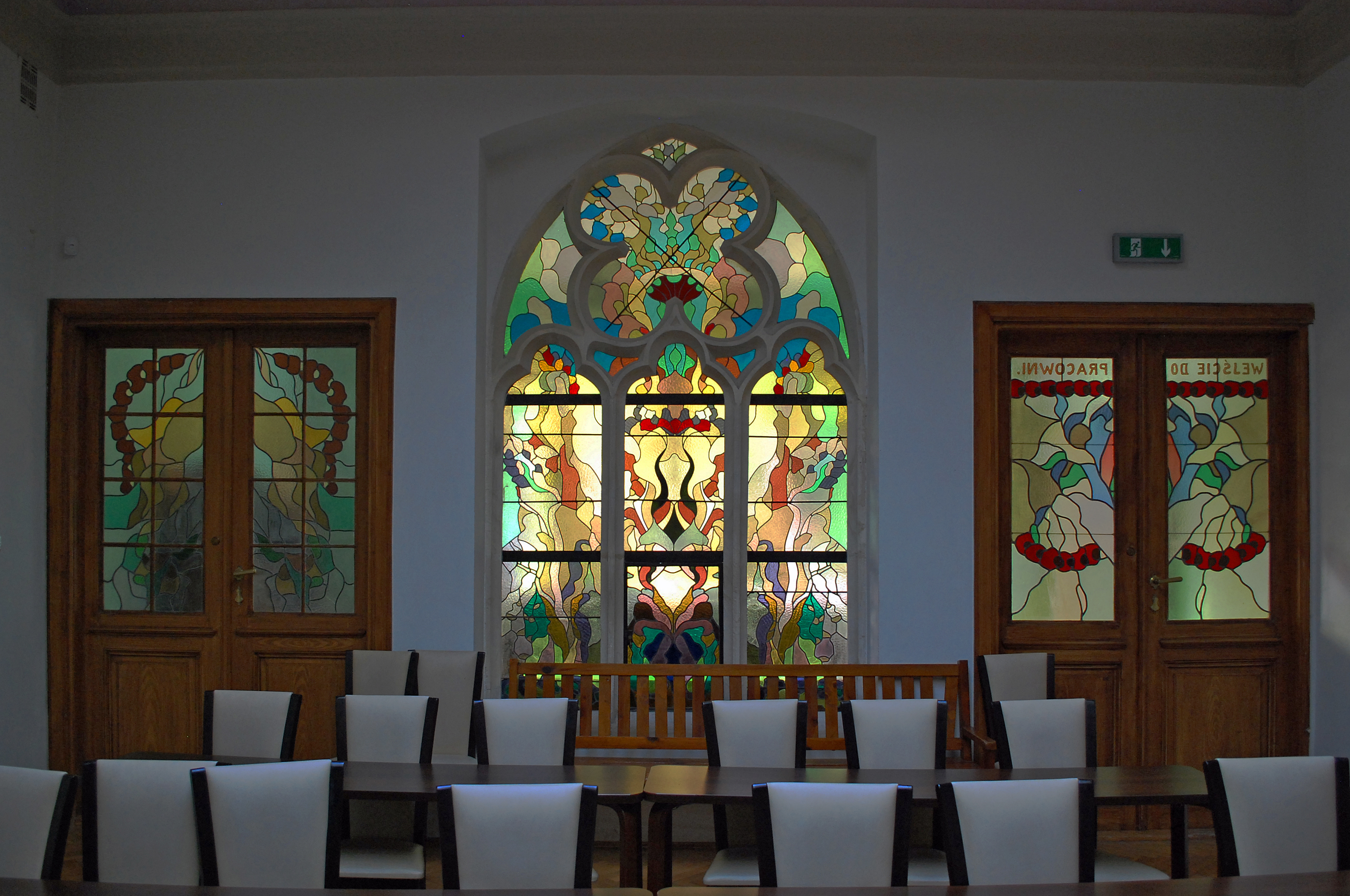
Witraże w pracowni. Projektował Jan Bukowski.
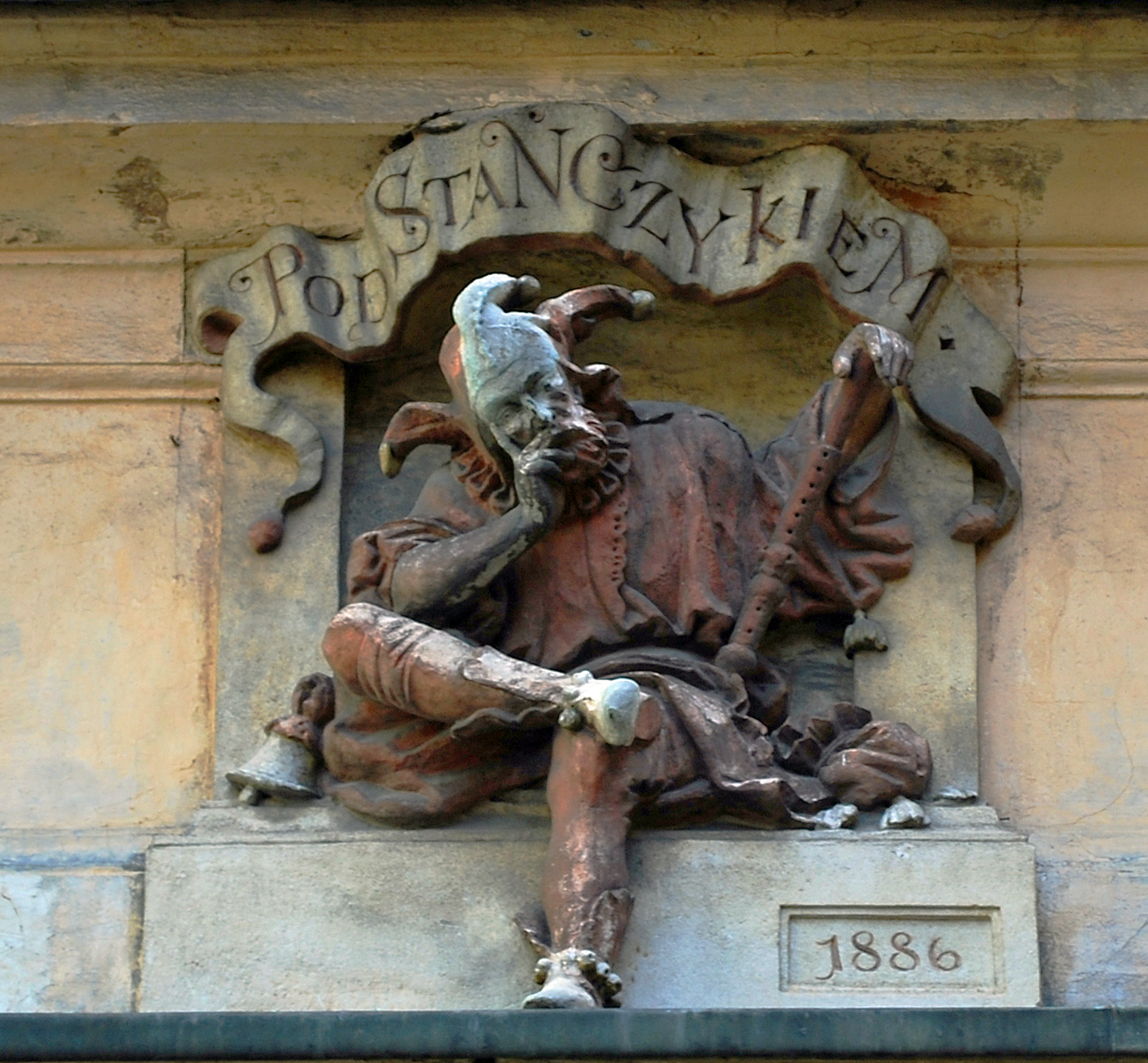
Stańczyk-godło domu.
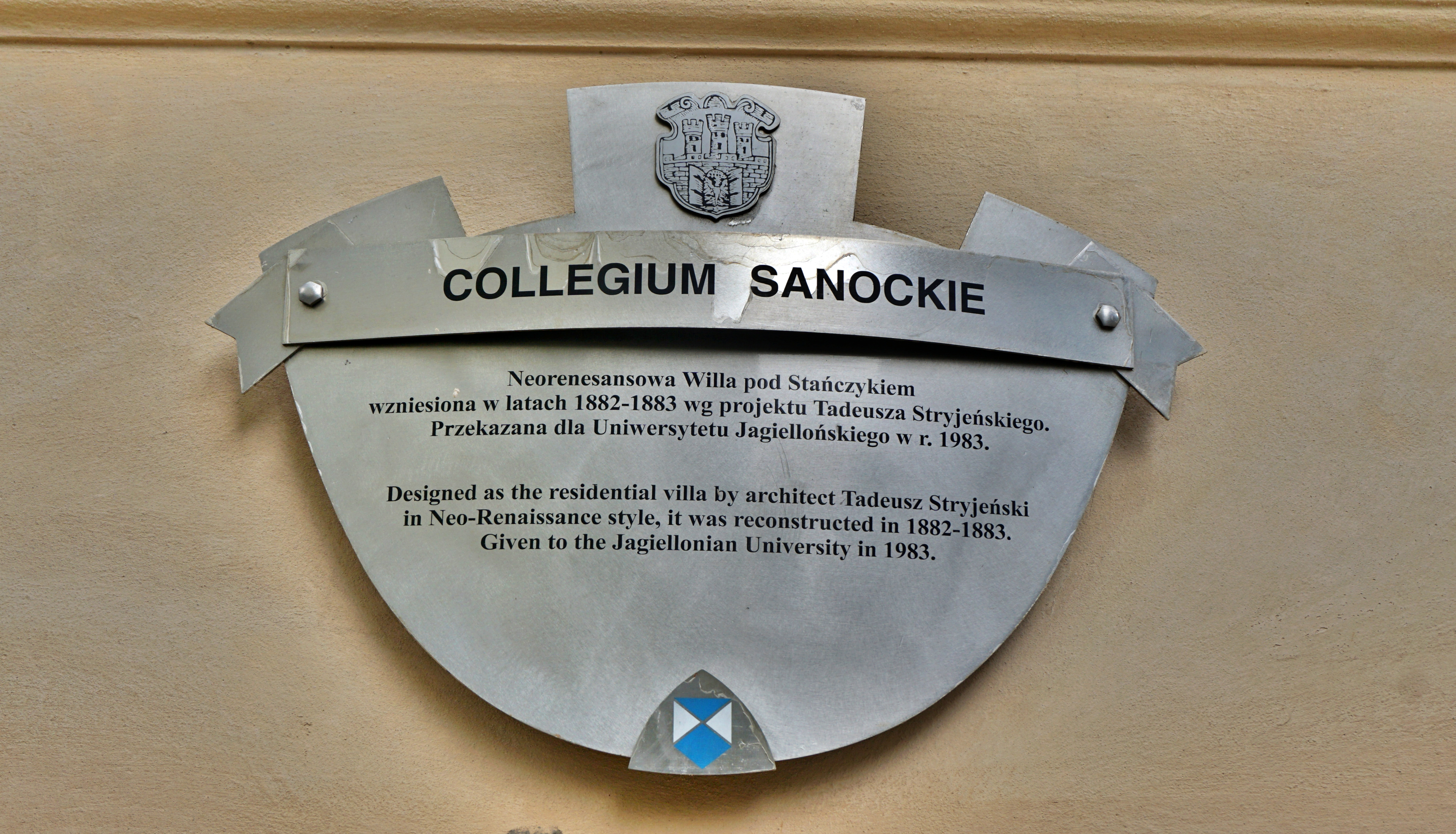
Tablica pamiątkowa